# Lorain (Ohio)
Lorain is een plaats (city) in de Amerikaanse staat Ohio, en valt bestuurlijk gezien onder Lorain County.

## Demografie
Bij de volkstelling in 2000 werd het aantal inwoners vastgesteld op 68.652.
In 2006 is het aantal inwoners door het United States Census Bureau geschat op 70.592, een stijging van 1940 (2.8%).

## Geografie
Volgens het United States Census Bureau beslaat de plaats een oppervlakte van 62,8 km², waarvan 62,2 km² land en 0,6 km² water. Lorain ligt op ongeveer 183 m boven zeeniveau.

## Economie
U.S. Steel heeft een staalfabriek in Lorain waar naadloze buizen worden gemaakt voor de olie- en gasindustrie. In 2020 werd deze fabriek stilgelegd en gingen 250 banen verloren.

## Plaatsen in de nabije omgeving
De onderstaande figuur toont nabijgelegen plaatsen in een straal van 12 km rond Lorain.

## Geboren
- Ernest King (1878–1956), admiraal van de marine
- Lofton R. Henderson (1903–1942), piloot in het United States Marine Corps gedurende de Tweede Wereldoorlog
- Ralph Flanagan (1914–1995), bigband-leider, pianist, componist en arrangeur in de swing en populaire muziek
- Toni Morrison (1931-2019), schrijfster en Nobelprijswinnares (1993)
- Robert Overmyer (1936–1996), astronaut
- Jason Molina (1973-2013), muzikant
- Chad Muska (1977), skateboarder
- Kelly Gunther (1987), langebaanschaatsster